# The Bedlam in Goliath
The Bedlam in Goliath è il quarto album di inediti dei The Mars Volta, che vede la luce a un anno circa dal precedente Amputechture.
L'album è il primo a venire registrato con il nuovo batterista della band (dal 2007) Thomas Pridgen.
Il 2 giugno 2008 la Universal Music ha commercializzato una versione speciale per il tour australiano contenente l'album più un DVD con webisodes & cover.

## Il disco
L'album è un nuovo "concept" dopo i primi due dischi della band e ad eccezione del precedente terzo album, Amputechture.
Il concept è ripreso da una tavola ouija che Omar, chitarrista e compositore del gruppo, ha trovato nel corso di un viaggio a Gerusalemme e che ha fatto come dono a Cedric, cantante e liricista.
Ha dichiarato Cedric: "Il dono è stato accompagnato da una storia inclusa con lo stesso, e stiam provando a reinterpretare nuovamente la storia".

## Tracce
1. Aberinkula – 5:47
2. Metatron – 8:13
3. Ilyena – 5:38
4. Wax Simulacra – 2:41
5. Goliath – 7:17
6. Tourniquet Man – 2:40
7. Cavalettas – 9:35
8. Agadez – 6:45
9. Askepios – 5:13
10. Ouroboros – 6:38
11. Soothsayer – 9:10
12. Conjugal Burns – 6:36

## Formazione
- Omar Rodríguez-López - chitarra solista
- Cedric Bixler Zavala - voce
- Thomas Pridgen - batteria
- Isaiah Ikey Owens - tastiere
- Juan Alderete de la Peña  - basso
- Marcel Rodríguez-López - percussioni
- Pablo Hinojos-Gonzalez - manipolazione del suono
- Adrián Terrazas-González - flauto, sassofono tenore, clarinetto